# Marie-Louise d'Orléans (1896-1973)
Pour les articles homonymes, voir Marie-Louise, princesse d’Orléans.
Marie-Louise d'Orléans, née Marie Louise Ferdinande Charlotte Henriette d'Orléans le 31 décembre 1896 à Neuilly-sur-Seine et morte le 8 mars 1973 à New York, est un membre de la Maison d'Orléans, qui porta les titres de courtoisie de princesse d'Orléans par la naissance et de princesse de Bourbon-Siciles par son mariage avec Philippe de Bourbon-Siciles.

## Famille
Marie-Louise est l'aînée des quatre enfants d'Emmanuel d'Orléans et de son épouse Henriette de Belgique. Du côté de son père, elle est l'arrière-arrière-petite-fille du roi des Français Louis-Philippe Ier ; sa mère est la sœur du roi de Belgique Albert Ier et la petite-fille du premier roi de Belgique, Léopold Ier.

## Mariage et descendance
Marie-Louise épouse Philippe de Bourbon-Siciles, dixième enfant d'Alphonse de Bourbon-Siciles et de Marie-Antoinette de Bourbon-Siciles, le 12 janvier 1916 à Neuilly-sur-Seine. 
Le couple a un fils :
- Gaëtan de Bourbon-Siciles (1917-1984) ; il épouse civilement en 1946 Olivia Yarrow. Ils ont deux fils :
  - Adrian Philipp de Bourbon (né en 1948)[3] ; il épouse Linda Idensohn en 1976. Ils ont deux enfants:
    - Philippe Charles de Bourbon (né en 1977) ; il a épousé Kerry Kate Henderson en 2012.
    - Michelle Lara de Bourbon (né en 1979) ; elle a épousé James Moss-Gibbons en 2009. Ils ont deux filles:
      - Emma Rose Mousse Gibbons (née en 2010)
      - Sophie Lara Mousse Gibbons (né en 2012)

  - Gregory Pierre de Bourbon (né en 1950). Il se marie en 1971 avec Maureen Powell dont il divorce en 1986. Ils ont deux fils. Il s'est remarié Carrie Anne Thornley en 1986[4].
    - Christian Pierre de Bourbon (né en 1974) ; il épouse Brigette Dick en 1997. Ils ont deux enfants :
      - Bronwen Olive de Bourbon (né en 2009)
      - Alexandre de Bourbon

    - Raymond Paul de Bourbon (né en 1978) ; il épouse Ashley Dunning-McManmon en 2015. Ils ont deux enfants, nés avant le mariage:
      - Andrew Jean de Bourbon (né en  2012)
      - Daniella Kacey de Bourbon (né en 2014)

Le divorce entre Marie-Louise d'Orléans et Philippe de Bourbon-Siciles est prononcé le 3 novembre 1925 par le tribunal civil de Grasse, et l'annulation canonique du mariage en 1927 :
Marie-Louise d'Orléans se remarie avec Walter Kingsland le 12 décembre 1928 à Chichester, Sussex, en Angleterre ; ils n'ont pas d'enfants. Désapprouvant cette union, le prince Jean d'Orléans (1874-1940), duc de Guise, prétendant orléaniste au trône de France, lui demande de renoncer à son titre de princesse d'Orléans et au prédicat d'altesse royale qui l'accompagne.

## Titulature et décorations

### Titulature
Les titres portés par les membres de la maison d’Orléans nés après la fin de la monarchie de Juillet n’ont pas d’existence juridique en France et sont considérés comme des titres de courtoisie. Ils sont attribués par l'aîné des Orléans, prétendant orléaniste au trône de France.
- 31 décembre 1896 – 12 janvier 1916 : Son Altesse Royale la princesse Marie-Louise d'Orléans
- 12 janvier 1916 – 3 novembre 1925 : Son Altesse Royale la princesse Philippe de Bourbon-Siciles
- 3 novembre 1925 – 12 décembre 1928 : Son Altesse Royale la princesse Marie-Louise d'Orléans
- 12 décembre 1928 – 8 mars 1973 : madame Walter Kingsland[6]

### Décorations dynastiques
- Dame de l'ordre de la reine Marie-Louise (royaume d'Espagne, 8 avril 1918)[7]
- Dame de l'ordre de la Croix étoilée (maison de Habsbourg-Lorraine)